# Юзабилити-тестирование
Проверка эргономичности (юзабилити-тестирование, англ. Usability testing) — исследование, выполняемое с целью определения, удобен ли некоторый искусственный объект (такой, как веб-страница, пользовательский интерфейс или устройство) для его предполагаемого применения. Таким образом, проверка эргономичности измеряет эргономичность объекта или системы. Проверка эргономичности сосредоточена на определённом объекте или небольшом наборе объектов, в то время как исследования взаимодействия человек-компьютер в целом — формулируют универсальные принципы.
Проверка эргономичности — метод оценки удобства продукта в использовании, основанный на привлечении пользователей в качестве тестировщиков, испытателей и суммировании полученных от них выводов.

## Процесс
При испытании многих  продуктов пользователю предлагают в «лабораторных» условиях решить основные задачи, для выполнения которых этот продукт разрабатывался, и просят высказывать во время выполнения этих тестов свои замечания.
Процесс тестирования фиксируется в протоколе (логе) и/или на аудио- и видеоустройства — с целью последующего более детального анализа.
Если проверка эргономичности выявляет какие-либо трудности (например, сложности в понимании инструкций, выполнении действий или интерпретации ответов системы), то разработчики должны доработать продукт и повторить тестирование.
Наблюдение за тем, как люди взаимодействуют с продуктом, нередко позволяет найти для него более оптимальные решения. Если при тестировании используется модератор, то его задача — держать респондента сфокусированным на задачах (но при этом не «помогать» ему решать эти задачи).
Основную трудность после проведения процедуры проверки эргономичности нередко представляют большие объёмы и беспорядочность полученных данных. Поэтому для последующего анализа важно зафиксировать:
1. Речь модератора и респондента;
2. Выражение лица респондента (снимается на видеокамеру);
3. Изображение экрана компьютера, с которым работает респондент;
4. Различные события, происходящие на компьютере, связанные с действиями пользователя:
  - Перемещение курсора и нажатия на клавиши мыши;
  - Использование клавиатуры;
  - Переходы между экранами (браузера или другой программы).

Все эти потоки данных должны быть синхронизированы по тайм-кодам, чтобы при анализе их можно было бы соотносить между собой.
Наряду с модератором в тестировании нередко участвуют наблюдатели. По мере обнаружения проблем они делают свои заметки о ходе тестирования так, чтобы после можно было синхронизировать их с основной записью. В итоге каждый значимый фрагмент записи теста оказывается прокомментирован в заметках наблюдателя. В идеале ведущий (то есть модератор) представляет разработчика, наблюдатели — заказчика (например издателя, дистрибьютора), а испытатели — конечного пользователя (например покупателя).
Кроме вышеизложенного существует ещё один подход к проверке эргономичности:
для решения задачи, предложенной пользователю, разрабатывается «идеальный» сценарий решения этой задачи. Как правило, это сценарий, на который ориентировался разработчик. При выполнении задачи пользователями регистрируются их отклонения от задуманного сценария для последующего анализа. После нескольких итераций доработки программы и последующего тестирования можно получить интерфейс, удовлетворительный с точки зрения пользователя.
Часто, для проведения юзабилити тестирования привлекаются не пользователи, а эксперты в области юзабилити, которые проводят юзабилити-экспертизу.